# USS Point Cruz (CVE-119)
USS Point Cruz (CVE-119) – lotniskowiec eskortowy typu Commencement Bay, który służył w United States Navy. 

## Historia
Do 5 czerwca 1944 nosił nazwę „Trocadero Bay”. Stępkę okrętu położono 4 grudnia 1944 w stoczni Todd Pacific Shipyards Incorporated w Tacoma w stanie Waszyngton. Lotniskowiec zwodowano 18 maja 1945, matką chrzestną była pani Earl R. DeLong. Jednostkę włączono do służby 16 października 1945, z komandorem D. T. Dayem jako dowódcą.
Po dziewiczym rejsie i ostatecznym przeglądzie rozpoczął szkolenie pilotów w pobliżu Zachodniego Wybrzeża USA od października 1945 do marca 1946. Następnie przewoził samoloty do wysuniętych baz na zachodnim Pacyfiku. Wrócił do stoczni Puget Sound Naval Shipyard 3 marca 1947 na dezaktywację. Został wycofany ze służby 30 czerwca 1947 i przeniesiony do Rezerwy Floty Pacyfiku (ang. Pacific Reserve Fleet) w Bremerton.
Po rozpoczęciu walk w Korei okręt został reaktywowany i ponownie włączony do służby 26 lipca 1951 z komandorem Horacem Butterfieldem jako dowódcą. „Point Cruz” opuścił kontynentalne Stany Zjednoczone 4 stycznia 1953 po operacjach przybrzeżnych i dużym remoncie dostosowującym go do nowych zadań – wojny przeciwpodwodnej w ramach myśliwskich grup lotniskowców.
Bazując w Sasebo, okręt patrolował wybrzeża koreańskie wiosną 1953. Po podpisaniu rozejmu dywizjon helikopterów bazujący na „Point Cruz” wziął udział w operacji Platforma, przenosząc drogą powietrzną żołnierzy indyjskich do strefy buforowej w Panmundżom do nadzorowania procesu wymiany jeńców wojennych.
Lotniskowiec wrócił do San Diego pod koniec grudnia 1953 i po treningu i przeglądzie wrócił ponownie na Zachodni Pacyfik w kwietniu 1954, pod dowództwem komandora Johna T. Haywarda. Komandor Frederick J. Brush został dowódcą okrętu w maju 1954. Na Dalekim Wschodzie „Point Cruz” służył jako okręt flagowy kontradmirała Jamesa S. Russella – dowódcy 15 Dywizji Lotniskowców. 
Okręt wrócił do San Diego w listopadzie 1954 i wyruszył znowu na misję 24 sierpnia 1955. Podczas operacji na Pacyfiku operował jako okręt flagowy 15 Dywizji Lotniskowców, będącej częścią składową 7 Floty. „Point Cruz” opuścił Yokosukę 31 stycznia 1956 i dotarł do Long Beach w Kalifornii na początku lutego w celu dezaktywacji w Puget Sound Naval Shipyard. Wycofany ze służby 31 sierpnia 1956, CVE-119 został umieszczony w Bremertońskiej Grupie Rezerwy Floty Pacyfiku. Gdy znajdował się w rezerwie, 17 maja 1957 został przeklasyfikowany na transportowiec samolotów i otrzymał oznaczenie AKV-19.
„Point Cruz” został reaktywowany 23 sierpnia 1965 i przekazany pod dowództwo Military Sea Transportation Service jako USNS „Point Cruz” (T-AKV-19) we wrześniu 1965. Służył jako transportowiec samolotów dla MSTS i zapewniał wsparcie logistyczne amerykańskim siłom wojskowym w południowo-wschodniej Azji. Został wycofany ze służby 16 października 1969. Skreślony z listy floty 15 września 1970. Sprzedany na złom i złomowany w 1971.